# Міммі Вікстедт
Міммі Вікстедт (швед. Mimmi Wikstedt; нар. 30 квітня 1954) — колишня шведська тенісистка.
Здобула 1 парний титул туру WTA.
Найвищим досягненням на турнірах Великого шолома був чвертьфінал в парному розряді.
Завершила кар'єру 1984 року.

## Фінали Туру WTA

### Парний розряд (1–1)
| Результат | W/L | Дата     | Турнір                  | Покриття | Партнерка     | Суперниці                        | Рахунок       |
| --------- | --- | -------- | ----------------------- | -------- | ------------- | -------------------------------- | ------------- |
| Перемога  | 1–0 | Лип 1976 | Gastein Ladies, Австрія | Ґрунт    | Гелена Анліот | Катя Еббінгаус Гайді Айстерленер | 6–4, 2–6, 7–5 |
| Поразка   | 1–1 | Сер 1979 | Мастерс Канада, Канада  | Тверде   | Кріс О'Ніл    | Лі Антонопліс Даян Еверс         | 6–2, 1–6, 3–6 |